# Олакшана дифузија
Олакшана дифузија је један од начина транспорта супстанци кроз ћелијску мембрану. Олакшаном дифузијом се транспортују супстанце које се не растварају у липидима, низ хемијски градијент, али помоћу молекула носача (зато се назива олакшана дифузија). Молекули носачи су протеини у мембрани који везују специфичне молекуле и физички их “преносе” кроз мембрану. Олакшаном дифузијом се врши транспорт глукозе кроз мембране црвених крвних зрнаца или транспорт амино-киселина у ћелије. У мембранама ћелија постоје и јонски канали, протеинске структуре које изграђују “тунеле” за пролазак јона кроз мембрану. Отвореност већине канала зависи од присуства одговарајућег сигнала, електричног или хемијског. Јонски канали чија отвореност зависи од присуства електричног сигнала називају се волтажно-зависни канали, док се канали који су регулисани неким хемијским молекулом називају лиганд-зависни јонски канали. Постоје и јонски канали који су стално отворени и називају се мембранске поре.
Сви транспортни протеини мембране су изразито селективни, што значи да омогућавају транспорт, најчешће једног или ређе, неколико структурно сродних молекула или јона. Тако, поменути носач за глукозу неће транспортовати структурно сродан молекул фруктозе, док волтажно-зависни канал за натријум неће пропуштати друге позитивно наелектрисане јоне, на пример, јоне калијума или калцијума. Овај начин транспорта регулишу хормони. На пример олакшану дифузију глукозе регулише инсулин.